# فضيحة سترابرلو
فضيحة سترابرلو (بالإسبانية: Estraperlo)‏ هو مخطط جرى في إسبانيا في عقد 1930 من عمليات احتيال في الروليت بحيث يمكن التحكم فيها كهربائيًا بضغطة زر واحدة. كانت الفضيحة هي أحد الأسباب العديدة لسقوط حكومة الجمهورية واستقطاب البرلمان، مما أدى في النهاية إلى الحرب الأهلية الإسبانية (1936-1939).
واستخدم مصطلح سترابرلو في إسبانيا للإشارة إلى الاتجار غير المشروع بالسلع الخاضعة لنوع من الضرائب أو الرسوم من الدولة. بمعنى إنه نشاط غير عادي أو مؤامرة من نوع ما، وهو مرادف للسوق السوداء.

## الأسم
أصل الكلمة المختصر هو من فضيحة سياسية حدثت خلال الجمهورية الإسبانية الثانية، ظهرت نتيجة لإدخال لعبة الروليت الكهربائية من ماركة Straperlo، اسم مشتق من أسماء الذين طوروا تلك المهنة، (أكدت إصدارات أخرى أن المصطلح أتي فقط من أول اسمين).
وأصل الاسم هو في أسماء الشركاء الهولنديين، حيث اتفقت المصادر بأن أحدهم هو دانيال شتراوس (يحمل جواز سفر مكسيكي ويتحدث الإسبانية)، ولكنها اختلفت بأسماء الآخرين. بعض المصادر تقول أنه كان هناك شريك واحد واسمه جول بيريل. ذكر آخرون أنه كان هناك شريك ثالث وهي لوان زوجة شتراوس، وأن الشريك الثاني هو بول بريستون أو بيرلويتز. وفقا لمصادر أخرى، كان الاسم في إشارة إلى آلات الروليت (لؤلؤة إضافية).

## البداية

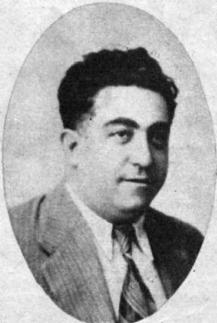
رافائيل سالازار ألونسو

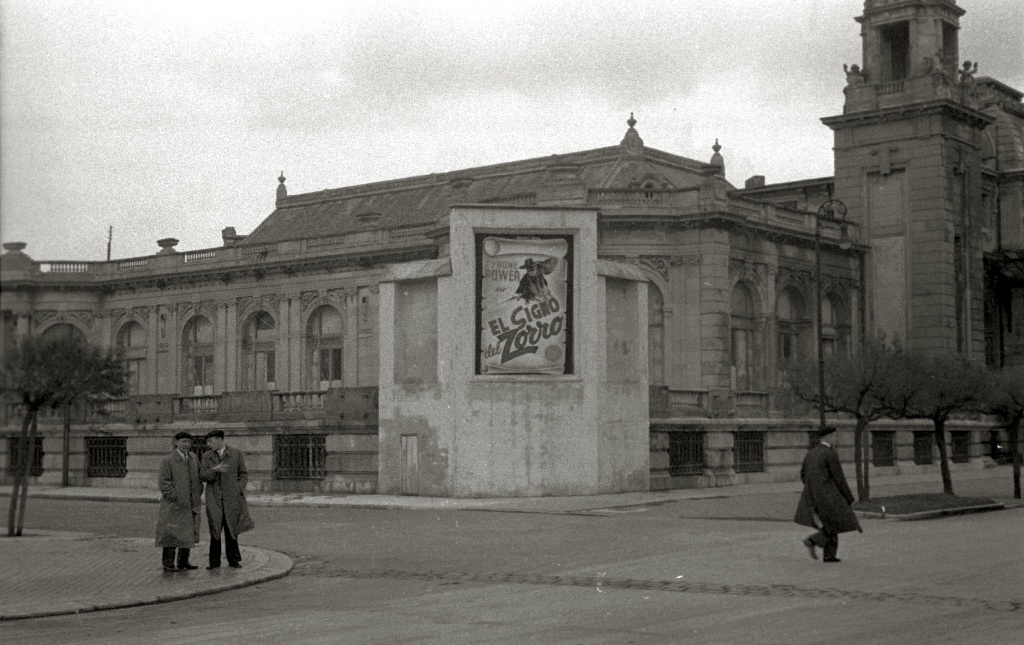
منظر جانبي لكازينو كورسال في سان سباستيان

كانت المقامرة - وخاصة الروليت - محظورة في إسبانيا، وكذلك في معظم الدول الأوروبية. ومع ذلك تم الترويج في الثلاثينيات من القرن العشرين لنماذج روليت زائفة، والتي عملت بالكازينوهات الكبيرة في جميع أنحاء القارة. وقد حول هؤلاء التجار (دانييل شتراوس وبيرل ولوان) انتباههم نحو إسبانيا. في مدريد بعد تشكيل الحكومة من تحالف أحزاب يمين الوسط، وكان العديد من أعضاء الحزب الراديكالي متقبلين بشدة لمشروع سترابرلو.
وخلال شهر يونيو 1934 توصل رجال الأعمال والسياسيون إلى اتفاق اقتصادي لاستغلاله في كازينو بسان سيباستيان (غيبوثكوا). وأكدت عدة شخصيات في فلك الحزب الراديكالي تأثيرهم للحصول على الترخيص مقابل نسبة مئوية من النشاط التجاري. وفقًا لنسخة شتراوس، فإن أليخاندرو ليروكس (زعيم الحزب الراديكالي) سينال على 25٪ من الأرباح، وخوان بيتش على 10٪، أوريليو ليروكس (ابن شقيق أليخاندرو ليروكس) وميغيل غالانتي والصحفي سانتياغو فينارديل على 5٪. بالإضافة إلى ذلك، لضمان تعاون وزير الداخلية رافائيل سالازار فقد استلم ساعة ذهب ومئة ألف بيزيتا (35,000£ بالقيم الحالية). ورشوة أخرى قيمتها 50000 بيزيتا لمدير الأمن العام خوسيه فالديفيا.

## الفضيحة
اعتبر سالازار ألونسو أن الرشوة قليلة جدا وطالب بالمزيد، لذلك رتب مداهمة للشرطة في كازينو جراند كورسال في سان سيباستيان في يوم الافتتاح لكي يعودوا إليه. وحظرت الشرطة اللعبة بعد إثبات أنها كانت احتيالية (حيث كان يتم التحكم في العجلة بواسطة زر كهربائي، وبالتالي فإن الكازينو يفوز كلما أراد ذلك، ولكن لم يمنعها من العمل في فندق فورمينتور (مايوركا) بعدها، إلا أنه أغلق أيضا.
ظهرت «فضيحة سترابرلو» في أكتوبر 1935، في أعقاب الشكوى التي قدمها دانيال شتراوس إلى رئيس الجمهورية نيكيتو ألكالا زامورا والتي طالب فيها «بالتعويض» عن تكاليف إنشاء الكازينو باعتباره «غريباً» في كازينوهات سان سيباستيان وفورمينتور وللرشاوى التي ادعى أنه دفعها لسياسيي الحزب الجمهوري الراديكالي و«عائلة وأصدقاء» زعيمه أليخاندرو ليروكس. حصل ألكالا زامورا على ملف الفساد بالمخطط بالكامل الذي أرسله إليه شتراوس في بداية سبتمبر 1935. وقد علم ليروكس الذي كان حينها رئيس الحكومة بالأمر، لكنه لم يعطه اهتماما، وعلى ما يبدو أخبره أنه سيكون من الصعب للغاية إثبات اتصالاته المزعومة مع شتراوس. وبعد الأزمة الحكومية التي وقعت في منتصف سبتمبر عندما استقال ليروكس لمواصلة قيادتها (وفقا للمؤرخ جبريل جاكسون فقد أجبره ألكالا زامورا على الاستقالة عندما استلم ملف شتراوس، ونقل رئيس الجمهورية شكوى إلى الحكومة الراديكالية-سيدا الجديدة برئاسة خواكين شابابرييتا حيث كان ليروكس وزيرًا فيها، وأجبره على أن يتم مناقشة القضية في الكورتيس حيث تم تشكيل لجنة برلمانية. وأشار المؤلف نفسه إلى أن هناك أعمال «لا تتفق مع التقشف والأخلاق التي يتم افتراضها في إدارة الأعمال العامة». وفي 28 أكتوبر 1935 صوّت البرلمان لإلقاء اللوم على المتهمين في اللجنة (باستثناء سالازار ألونسو وزير الداخلية السابق بمساعدة حزب سيدا)، وجميعهم أعضاء بارزون في الحزب الراديكالي: إميليانو إيغليسياس، وخوان بيش واي بون، سيغفريدو بلاسكو إيبانيز وأوريليو ليروكس (ابن أخ أليخاندرو ليروكس) وإدواردو بينزو (نائب وزير الداخلية السابق). وصرخ خوسيه أنطونيو بريمو دي ريفيرا:«عاشت سترابرلو!» وبدا أن الحزب الراديكالي بدأ بالانهيار، فغادر أليخاندرو ليروكس الحكومة في اليوم التالي. وانتهت شهرة سالازار ألونسو على الرغم من أنه تمسك بمركزه كعمدة لبلدية مدريد.

## النتائج
حالة الفساد تلك، إلى جانب الفضيحة التالية التي اندلعت بعد فترة وجيزة (وسميت فضيحة نومبيلا)، وكذلك ردة فعل الأحزاب في المعارضة تسببت سقوط ليروكس وحكومته من الحزب الجمهوري الراديكالي، وانهاء ماسمي السنتين التاليتين حيث فازت الجبهة الشعبية في الانتخابات الجديدة وبدعم من الحزب الشيوعي الإسباني، وسط عدم استقرار كبير. أدى في النهاية إلى الانقلاب الذي أصدره القوميون بقيادة الجنرال فرانسيسكو فرانكو في يوليو 1936.